# Juan Caicedo
Juan José Caicedo (* 27. Juli 1992 in San Lorenzo) ist ein ecuadorianischer Leichtathlet, der sich auf den Diskuswurf spezialisiert hat, gelegentlich aber auch im Kugelstoßen an den Start geht.

## Sportliche Laufbahn
Erste internationale Erfahrungen sammelte Juan Caicedo im Jahr 2010, als er bei den Juniorenweltmeisterschaften im kanadischen Moncton mit einer Weite von 48,69 m in der Qualifikation ausschied. Im Jahr darauf belegte er bei den Juniorensüdamerikameisterschaften in Medellín mit 15,36 m den siebten Platz im Kugelstoßen und erreichte im Diskusbewerb mit 52,49 m Rang fünf. 2012 wurde er bei den U23-Südamerikameisterschaften in São Paulo mit 12,96 m Fünfter im Kugelstoßen und belegte mit dem Diskus mit einem Wurf auf 50,81 m den vierten Platz. Im Jahr darauf nahm er erstmals an den Südamerikameisterschaften in Cartagena teil und erreichte dort mit 15,88 m bzw. 51,96 m jeweils den achten Platz. Anschließend wurde er bei den Juegos Bolivarianos in Trujillo mit 53,73 m Vierter im Diskusbewerb und erreichte im Kugelstoßen mit 15,82 m Rang sechs. 2014 klassierte er sich bei den Ibero-Amerikanischen Meisterschaften in São Paulo mit 54,55 m auf dem achten Platz und anschließend gewann er bei den U23-Südamerikameisterschaften in Montevideo mit 16,17 m die Bronzemedaille im Kugelstoßen und erreichte im Diskusbewerb mit 53,97 m Rang vier.
2015 nahm er erneut an den Südamerikameisterschaften in Lima teil und gewann dort mit einer Weite von 54,88 m die Bronzemedaille hinter dem Kolumbianer Mauricio Ortega und Ronald Julião aus Brasilien. Zwei Jahre später siegte er dann bei den Juegos Bolivarianos in Santa Marta mit einem Wurf auf 57,99 m. 2018 gewann er bei den Südamerikaspielen in Cochabamba mit 57,37 m die Silbermedaille und musste sich dort nur dem Kolumbianer Ortega geschlagen geben, wie auch bei den anschließenden Ibero-Amerikanischen Meisterschaften in Trujillo, bei denen er den Diskus auf 58,68 m beförderte. Im Jahr darauf wurde er bei den Südamerikameisterschaften in Lima mit 52,89 m Fünfter und nahm anschließend erstmals an den Panamerikanischen Spielen ebendort teil und belegte dort mit 57,81 m den sechsten Platz. Im Juli 2020 verbesserte er in Lovelhe den Landesrekord auf 69,60 m und hätte damit auch einen neuen Südamerikarekord aufgestellt, jedoch warf im selben Wettkampf der Kolumbianer Ortega noch ein wenig Weiter. Im Jahr darauf nahm er an den Olympischen Spielen in Tokio teil, schied dort aber mit 57,75 m in der Qualifikationsrunde aus. 2022 belegte er bei den Ibero-Amerikanischen Meisterschaften in La Nucia mit 55,79 m den fünften Platz und im Oktober gewann er bei den Südamerikaspielen in Asunción mit 62,10 m die Bronzemedaille hinter dem Chilenen Claudio Romero und Mauricio Ortega aus Kolumbien.
2023 gewann er bei den Südamerikameisterschaften in São Paulo mit 62,46 m die Silbermedaille hinter dem Chilenen Claudio Romero und anschließend schied er bei den Weltmeisterschaften in Budapest mit 55,78 m in der Qualifikationsrunde aus. Im Jahr darauf belegte er bei den Ibero-Amerikanischen Meisterschaften in Cuiabá mit 59,98 m den sechsten Platz, ehe er im August bei den Olympischen Sommerspielen in Paris mit 60,99 m den Finaleinzug verpasste. 2025 belegte er bei den Südamerikameisterschaften in Mar del Plata mit 60,11 m den fünften Platz.
In den Jahren 2010, 2013 und 2024 wurde Caicedo ecuadorianischer Meister im Diskuswurf.

## Persönliche Bestleistungen
- Kugelstoßen: 16,79 m, 10. Oktober 2014 in Cartagena
- Diskuswurf: 69,60 m, 22. Juli 2020 in Lovelhe (ecuadorianischer Rekord)